# Изгошка
Изгошка, Изгожа, понегде и Игожица (рус. Изгожка, Изгожа, Игожица) малена је река на западу европског дела Руске Федерације. Протиче преко централних делова Псковске области, односно преко територија њеног Опочког рејона. Десна је притока реке Кудке у коју се улива на 17. километру њеног тока узводно од ушћа, те део басена реке Великаје, односно Финског залива Балтичког мора.
Свој ток започиње као отока маленог Изгошког језера. Њена најважнија притока је речица Лисовка. Укупна дужина водотока је 35 km, док је површина сливног подручја око 214 km².